# Spartaeus ellipticus
Spartaeus ellipticus är en spindelart som beskrevs av Bao, Peng X. 2002. Spartaeus ellipticus ingår i släktet Spartaeus och familjen hoppspindlar. Inga underarter finns listade i Catalogue of Life.